# Time (Jakob Bro-album)
 For alternative betydninger, se Time (flertydig). (Se også artikler, som begynder med Time)
Time er et studiealbum udgivet i 2011 af den danske jazzguitarist Jakob Bro. Udgivelsen er nummer to i en trilogi med den legendariske amerikanske jazzsaxofonist Lee Konitz som omdrejningspunkt. De to andre udgivelser i trilogien er Balladeering (2009) og December Song (2013). Trilogien er af pressen blandt andet blevet kaldt et højdepunkt i dansk jazz og et eminent værk.
Trilogien Balladeering, Time og December Song er nomineret til Nordisk Råds Musikpris 2014.

## Trackliste
| Nr.           | Titel              | Længde |
| ------------- | ------------------ | ------ |
| 1.            | "Nat"              | 4:39   |
| 2.            | "Cirkler"          | 7:27   |
| 3.            | "A Simple Premise" | 3:06   |
| 4.            | "Swimmer"          | 5:22   |
| 5.            | "Northern Blues"   | 7:13   |
| 6.            | "Fiordlands"       | 4:15   |
| 7.            | "Yellow"           | 6.17   |
| 8.            | "Smaa Dyr"         | 3:32   |
| Total længde: | Total længde:      | 42:21  |

## Line up
- Jakob Bro (Guitar)
- Bill Frisell (Guitar)
- Lee Konitz (Alt Sax)
- Thomas Morgan (Bas)